# محمد الشيخ سليمان
محمد الشيخ سليمان رجل أعمال فلسطيني ومربي خيول بارز، وُلد في الناصرة ، فلسطين ، وهو رجل أعمال فلسطيني وومربي خيول. في عام 2022، حاز على لقب "أفضل رجل أعمال لهذا العام" من قِبل "جوائز المهرجانات العربية الدولية المتميزة ".

## الحياة المبكرة والتعليم
أكمل محمد الشيخ سليمان تعليمه الابتدائي والثانوي في مدرسة الراهبات الفرنسيسكانيات بالناصرة. بعد ذلك، التحق بالجامعة وحصل على درجة في إدارة الأعمال والإدارة العامة، وتخرج عام 2015.
حصل سليمان على درجة البكالوريوس في الاقتصاد وإدارة الأعمال من الجامعة المفتوحة .  بعد ذلك، تابع دراسته العليا في العلوم السياسية والعلاقات الدولية . وهو الآن في طور إكمال درجة الماجستير في الاقتصاد وإدارة الأعمال من جامعة إسطنبول بتركيا .

## حياة مهنية
بدأ سليمان مسيرته المهنية بتأسيس شركته العقارية الخاصة، الشيخ للعقارات. عملت هذه الشركة في مجال بناء وتجديد الفنادق.
م في عام 2016، دخل سليمان مجال تربية الخيول العربية وأسس مزرعة الشيخ. حققت المزرعة إنجازًا لافتًا بفوزها بـبببطولة العالم للخيول العربية لعامين متتاليين، في عامي 2018 و2019 .
وفي عام 2022م،استقبل وفداً من نادي هلال القدس في القدس.